# Zapis windykacyjny
Zapis windykacyjny – rozrządzenie testamentowe, mocą którego spadkodawca postanawia, że oznaczona osoba – spadkobierca testamentowy lub ustawowy nabywa przedmiot zapisu z chwilą otwarcia spadku, którą jest w prawie polskim chwila śmierci spadkodawcy. Osoba uprawniona z tytułu takiego zapisu to zapisobiorca.
Zapis windykacyjny może być sporządzony jedynie w testamencie sporządzonym w formie aktu notarialnego (art. 9811 § 1 Kodeksu cywilnego). Przedmiotem takiego zapisu mogą być wyłącznie:
1. rzeczy oznaczone co do tożsamości lub zwierzę oznaczone co do tożsamości[1]
2. prawa majątkowe, które mogą zostać zbyte
3. przedsiębiorstwo
4. gospodarstwo rolne
5. ustanowienie użytkowania lub służebności na rzecz zapisobiercy
6. ogół praw i obowiązków wspólnika spółki osobowej[2].

Zapis windykacyjny jest skuteczny, jeżeli w chwili otwarcia spadku przedmiot zapisu należy do spadkodawcy i spadkodawca nie był zobowiązany do jego zbycia w związku z inną podstawą prawną. Dotyczy to również przedmiotu, na którym miała być ustanowiona służebność lub użytkowanie.
Osoba, na rzecz której ustanowiono zapis windykacyjny, może być również obciążona przez spadkodawcę zapisem zwykłym.
Do polskiego prawa zapis windykacyjny został wprowadzony ustawą zmieniającą kodeks cywilny z 18 marca 2011 r. (Dz.U. z 2011 r. nr 85, poz. 458). W polskim prawie, zapis windykacyjny obowiązuje od dnia 23 października 2011 roku. Uregulowany jest w księdze czwartej, tytuł III, dział III, rozdział II (Zapis windykacyjny) – art. 9811 – art. 9816 Kodeksu cywilnego.